# Mats Kafle
Mats Kafle (kallade sig i sitt sigill Mats Laurensson), var en svensk häradshövding och fogde.

## Biografi
Mats Kafle omtalas som häradshövding i Gäsene härad 1489 och innehade posten ännu 1534. Möjligen var han tjänare hos Svante Nilsson (Sture) redan 1490, från 1496 var han det med säkerhet. Under hösten 1496 förde han ett brev från biskop Magnus Stjernkors till Sten Sture den äldre. Under sommaren 1497 då Mats Kafle var fogde på Örestens fästning uppsökte han som sändebud från svenska riksrådet kung Hans i Köpenhamn och lovade att hjälpa honom att erövra Älvsborgs fästning. Mats Kafle närvarade vid Älvsborgs kapitulation 1498, han hade en tid innan erhållit order av kungen om att hugga av händer och fötter på motsträviga bönder i det ockuperade området. Sedan kung Hans tagit över makten i Sverige utsågs han till fogde i Västergötland. Omfattningen av hans området är dock inte känd, men troligen handlade det om Ås härad. Sommaren 1501 tvingades han inför Svante Nilsson (Sture) försvara sig mot beskyllningar om övervåld mot Skaraborna, sedan hans tjänare i september i Skara och senare i december 1500 på Kafles sätesgård Hallanda attackerat skaraborgare. Sedan Sten Sture och Svante Nilsson försonats och Sten Sture åter blivit riksföreståndare 1501 ökade åter Mats Kafles politiska inflytande. 1505 blev han häradshövding i Vedens härad. Åtminstone 1506 hade han Götala kungsgård som förläning, 1510 Bjärke härad och före 1511 Vedens härad som förläningar. Senast 1520 blev han häradshövding i Ås härad.
Ganska lite är känt om hans insatser under de följande unionskrigen. Flera adelspersoner har dock vittnat om att han försökt intrigera mot olika politiska motståndare i Västergötland. 1551 berättar han i brev till Svante Nilsson att han gård Hallanda bränts av danskarna. Under Kristian II:s styre verkar han dock ha varit lojal mot unionskungen, tillsammans med Severin Kijl lugnade han våren 1521 upproren i Vista och Tveta härad och senare samma år skrev han med sin blivande svåger Lars Siggesson (Sparre) till upprorsledarna för att få slut på upproret. På sensommaren var han en av Ture Jönsson (Tre Rosor) följeslagare vid förhandlingar i Skara med Nils Olofsson (Vinge) där de skall ha bytt sida.
Mats Kafle blev senast 1522 häradshövding i Redvägs härad, han innehade 1526 Kinnarumma socken och 1527-1529 Gudhems härad som förläningar. 1527 deltog han i Västerås riksdag och var 1529 en av de nio upproriska i Västgötaherrarnas uppror som skrev brev till smålänningarna för att få stöd därifrån. Sedan västgötabönderna svikit de upproriska var Mats Kafle en av de fyra upproriska som snabbt försäkrade sin trohet mot kungen. Under sin flykt lät Ture Jönsson (Tre Rosor) en av sina män sätta eld på Mats Kafles sätesgård Hallanda och enligt uppgift skall dessa även haft i uppdrag att låta döda Mats Kafle om de träffat på honom. Efter upprorets krossande drogs alla hans förläningar in av Gustav Vasa. Mats Kafle var i livet åtminstone ännu 1539.